# 富王鴨肉與foodpanda外送員爭執事件
富王鴨肉與foodpanda外送員爭執事件，是臺灣社會於2021年1月2日所發生的一宗爭執事件。

## 事件概要

### 公司概述
富王鴨肉專門店（簡稱：富王鴨肉）是臺灣一間創立於2020年3月19日的飲食業店舖，其代表人為王相哲。

### 起因
2021年1月2日，foodpanda某女外送員在富王鴨肉專門店等待餐點時，因為等待了20分鐘餐點卻還沒做好，質疑為何先出餐給後來才到的客人。但該外送員詢問店員原因後，卻被富王鴨肉店員（王相哲等3人）以：「是沒有被人打過嗎？」、「破查某咧」、「等毛長齊再出來講話」等不雅字眼辱罵，隨即被該女外送員以警用安全帽行車紀錄器密錄器錄影後告發，引發社會大眾譴責。

### foodpanda聲明
2021年1月4日，foodpanda發布聲明指出，針對富王鴨肉專門店日前使用不當言語辱罵女外送員一事，表達嚴厲譴責，並已終止合作關係。

### 富王鴨肉致歉
2021年1月9日，在事發後隔7天，富王鴨肉負責人在律師李明諭陪同下開記者會，向該女外送員多次道歉時表示自己情緒控管不當、焦慮及飆罵女外送員，做了錯誤示範，希望請求和解。該女外送員則在Facebook被網友詢問時，表示不願原諒且會提告到底。王相哲承諾未來在重新開業後，會將首日營業額捐出做公益，道歉完畢後隨即結束記者會受訪，委由律師答覆其餘提問。律師表示委託當事人因缺乏管道，才會於1月8日尋求協助，以致於延誤道歉時程；事後當事人願意認錯、承擔司法責任，且他並非為了挽回商譽而道歉；同時也澄清網路上出現的6個新粉專，皆與當事人無關，無法代表其立場。

### 頂讓
2021年1月13日，有網友在Facebook「爆廢1公社」社團表示，在經過富王鴨肉店面時，看見上頭貼了「頂讓」的字條。據王姓老闆委任律師李明諭證實，在道歉之前就曾表示因店面的工作台遭人檢舉占用馬路，已自行請員工拆除工作台，但也因為這樣無法煮麵。且該店的骑楼是違建以及使用承租而來，也不能更改內部空間，所以決定另外找店面營業並決定延用「富王鴨肉」名稱，不會更改店名，希望別用仇恨的眼光相待。

## 相關事件
爭議事件發生後，貼圖設計師沈培安將男店員的辱罵句子，製作成Line貼圖並公布至Facebook社團。網友觀看後希望該組貼圖能夠上架，經查核後Line官方認為該組貼圖有攻擊特定人士及公司的嫌疑，不予以上架。沈培安聞訊後表示將會修改貼圖敏感用詞，重新送審上架。
在foodpanda女外送員爭議發生事後，網路上也衍生出6個有關富王鴨肉的新粉專。其中一個新粉專有個自稱富王鴨肉小老闆父親的王爸爸說，兒子因受到網友抨擊店開不了。並透露兒子在家玩手遊吃老本，但絕對有誠意想要跟該女外送員和解。

## 外部連結
- 公司資料